# Санкт Антон ам Арлберг
Санкт Антон ам Арлберг је насељено место у покрајини Тирол у западном делу Аустрије. 
Налази се у Тиролским Алпима и представља популаран туристички центар. У њему се одржавају трке Светског купа у алпском скијању.

## Становништво
По процени из 2016. у граду је живело 2.353 становника.